# Nicolás Bravo, Guerrero
Nicolás Bravo är en ort i Mexiko.   Den ligger i kommunen Acapulco de Juárez och delstaten Guerrero, i den södra delen av landet, 300 km söder om huvudstaden Mexico City. Nicolás Bravo ligger 7 meter över havet och antalet invånare är 669.
Terrängen runt Nicolás Bravo är platt söderut, men norrut är den kuperad. Havet är nära Nicolás Bravo söderut. Runt Nicolás Bravo är det tätbefolkat, med 397 invånare per kvadratkilometer. Närmaste större samhälle är Acapulco, 15,5 km väster om Nicolás Bravo. Omgivningarna runt Nicolás Bravo är en mosaik av jordbruksmark och naturlig växtlighet.